# Bhaktivedanta Swami Prabhupada
Abhay Charanaravinda Bhaktivedanta Swami Prabhupada (en bengalí: অভয চরণারবিন্দ ভক্তিবেদান্ত স্বামীপ্রভুপাদ; en sànscrit: अभय चरणारविन्द भक्तिवेदान्त स्वामी प्रभुपादः; nascut Abhay Charan De), (Calcuta, 1 de setembre de 1896 – Vrindavan, 14 de novembre de 1977) fou un mestre espiritual (guru) del Vaixnavisme Gaudiya i el fundador (acarya) de l'Associació Internacional per a la Consciència de Krixna, popularment coneguda per Hare Krixna. Els membres del moviment ISKCON veuen Bhaktivedanta Swami com un representant i missatger de Krixna Chaitanya.
A finals de la dècada del 1970 i la dècada del 1980 ISKCON va arribar a ser etiquetat com un culte destructiu pels crítics als Estats Units i alguns països europeus. Tot i que els estudiosos i els tribunals van rebutjar les afirmacions de rentat de cervell culte i van reconèixer que ISKCON representava una branca autèntica de l'hinduisme, en alguns llocs l'etiqueta i la imatge de culte han persistit. Algunes de les opinions o declaracions de Prabhupada s'han percebut com a racistes cap als negres, discriminatòries contra les castes inferiors o misògines.   Dècades després de la seva desaparició, els ensenyaments de Prabhupada i la Societat que va establir continuen sent influents, amb alguns estudiosos i líders polítics indis que l'anomenen com un dels propagadors de més èxit de l'hinduisme a l'estranger.   

## Biografia
Nascut en una família de Subarna Banik a Calcuta, es va educar a l'Escola de l'Església Escocesa. Abans d'adoptar la vida de renúncia d'un novici (vanaprastha) el 1950, estava casat amb fills i era propietari d'un petit negoci farmacèutic. El 1959, va fer un vot de renúncia (sannyasa) i va començar a escriure comentaris sobre les escriptures Vaishnava. En els seus darrers anys, com a monjo Vaishnava itinerant, es va convertir en un comunicador influent de la teologia de Gaudiya Vaishnava sampradaya a l'Índia i específicament a Occident a través del seu lideratge d'ISKCON, fundat el 1966. Com a fundador d'ISKCON, va sorgir com una figura important de la contracultura occidental, atraient a milers de joves nord-americans. Va ser criticat per grups anti-cultes, però va ser ben considerat pels estudiosos religiosos, com J. Stillson Judah, Harvey Cox, Larry Shinn i Thomas Hopkins, que van lloar les traduccions de Bhaktivedānta Swāmi i van defensar el grup contra les imatges distorsionades dels mitjans i les interpretacions errònies. Els líders religiosos d'altres institucions de Gaudiya Vaishnava també li van donar crèdit pels seus èxits.
Ha estat descrit com un líder carismàtic que va tenir èxit a l'hora de sumar seguidors a molts països com els Estats Units, Europa i l'Índia. La seva missió era propagar per tot el món el Gaudiya Vaishnavism, una escola d'hinduisme vaisnavita que li havia ensenyat el seu guru, Bhaktisiddhanta Sarasvati. Després de la seva mort el 1977, ISKCON, la societat que va fundar basada en una forma de Krixnaisme hindú utilitzant el Bhagavata Purana com a escriptura central, va continuar creixent. El febrer de 2014, l'agència de notícies d'ISKCON va informar que havia arribat a una fita de distribució de més de mig milió dels seus llibres des de 1965. La seva traducció i comentari del Bhagavad Gita, titulat Bhagavad-gītā As It Is, és considerat pels seguidors d'ISKCON i molts estudiosos vèdics com la millor traducció de bona fe de les obres literàries Vaishnava.

## Filosofia i ensenyaments
Dins dels sistemes orientals, els llinatges espirituals són integrants de cada tradició, i un mestre té el mandat de mantenir la fidelitat teològica mitjançant la transmissió del coneixement tal com es dóna en el llinatge. Prabhupada ve en el llinatge Brahma-Madhva-Gaudiya, que es remunta al sant i místic Chaitanya Mahaprabhu (1486–1533)  i al teòleg Madhwa (1238–1317), i més enrere, diuen els seus ensenyaments, als inicis. de la creació. Aquest llinatge (sampradaya) segueix textos com el Srimad-Bhagavatam, el Bhagavad Gita i els escrits dels deixebles de Chaitanya i els seus seguidors. Els extensos comentaris de Prabhupada sobre els textos sagrats segueixen els de Bhaktisiddhanta, Bhaktivinoda i altres mestres tradicionals, com Baladeva Vidyabhushana, Vishvanatha Chakravarti, Jiva Goswami, Madhvacharya i Ramanuja.

### La Veritat Absoluta
D'acord amb els ensenyaments del Srimad-Bhagavatam, Prabhupada va ensenyar que la veritat suprema, o la Veritat Absoluta, és l'única entitat espiritual il·limitada i indivisa que és la font de tot. Aquesta Veritat Absoluta, va ensenyar, es realitza en tres fases: com a Braman (unitat impersonal omnipresent), com a Paramatma (l'aspecte de Déu present al cor de cada ésser viu) i com a Bhagavan, la Suprema Personalitat de Déu. Encara que la Veritat Absoluta és una, va ensenyar, que un Absolut es realitza progressivament en aquests tres trets segons el nivell d'avenç espiritual d'un. En l'etapa inicial l'Absolut es realitza com Brahman, en un estadi més avançat com Paramatma, i en l'etapa més avançada com Bhagavan.

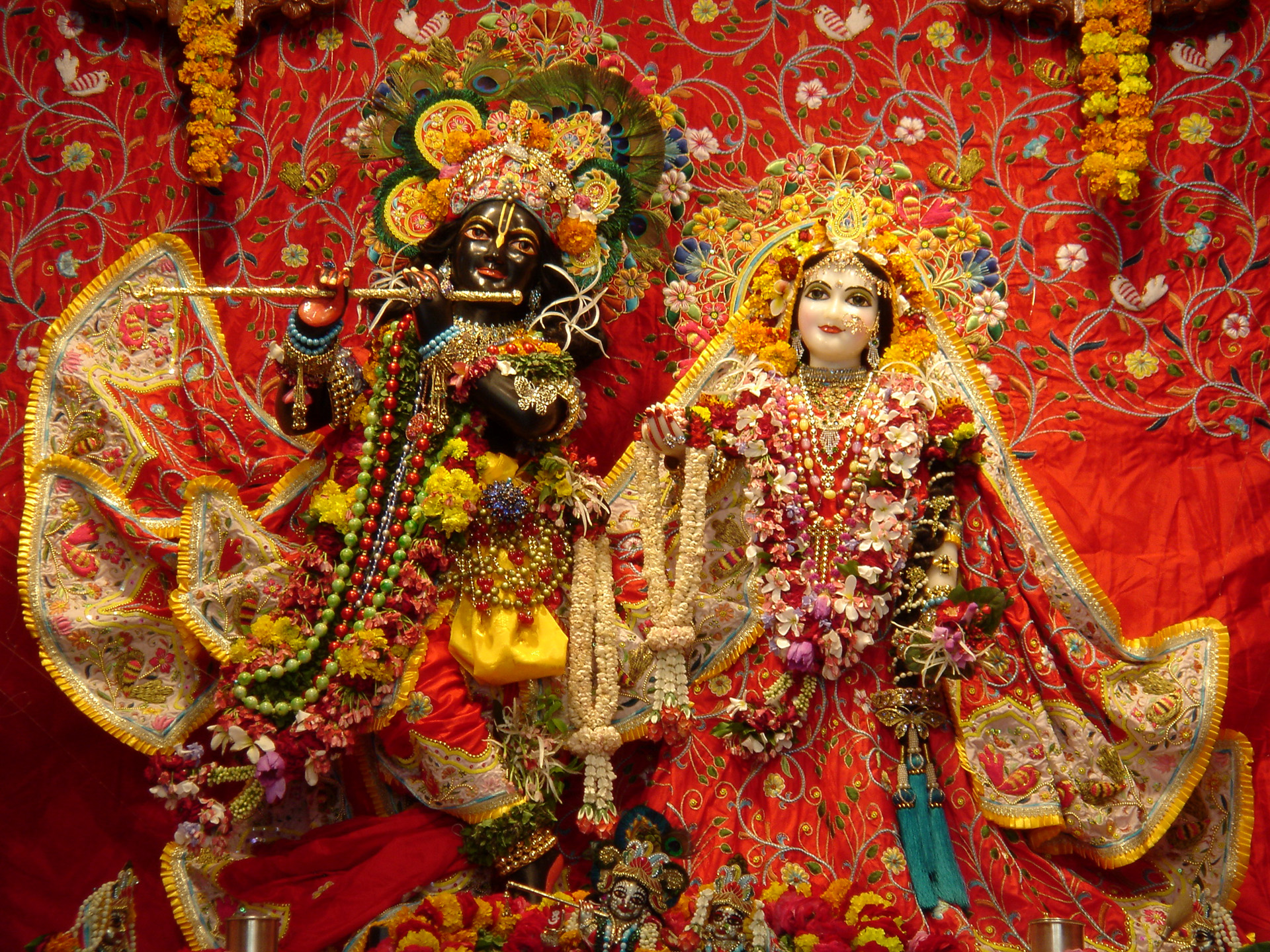
Radha-Krishna, la manifestació suprema de Déu en els ensenyaments de Gaudiya Vaishnavisme, que Prabhupada representava. Radha-Krixna instal·lat per Prabhupada al seu temple de Vrindavan, Índia.

### Krixna, la Suprema Personalitat de Déu
En el Srimad-Bhagavatam, i així en els ensenyaments de Prabhupada, Krixna és vist com la manifestació original i suprema de Bhagavan  –en sànscrit, svayam-bhagavan, o la Suprema Personalitat de Déu mateix. Ningú és igual o superior a Krixna. Brahman i Paramatma són realitzacions parcials de Krixna. Les diverses formes de Vixnu, com Rama i Narasimha, són no diferents de Krixna; són la mateixa Personalitat de Déu, que apareixen en diferents papers. La forma de Krixna és la forma original i la més completa. En el panteó hindú, va ensenyar, els déus diferents de les formes de Vixnu són semidéus, és a dir, assistents de la Suprema Personalitat de Déu.

### Les energies de l'Absolut
Si la Veritat Absoluta és una, això planteja la qüestió de com pot haver-hi diversitat. Si, com diuen els Upanixads, només hi ha la Veritat Absoluta i res més, necessitem alguna manera d'explicar l'existència dels éssers vius, amb totes les seves diferències, i el món, amb tots els seus colors, formes, sons, aromes, etcètera. Prabhupada respon fent referència a una declaració dels Upanixads que la Veritat Absoluta té energies variades. Com un foc situat en un lloc emet calor i llum a tota una habitació, la Veritat Absoluta omple el món amb tota mena de varietat.

### Unitat i diferència
Prabhupada va ensenyar la doctrina de Chaitanya d'achintya bheda-abheda-tattva, en la qual tot és vist com simultàniament, inconcebiblement un amb l'Absolut, és a dir, amb Krishna, i, tanmateix, diferent. A manera d'analogia, Prabhupada dona l'exemple que la calor és en cert sentit idèntica al foc del qual emergeix i, tanmateix, tots dos són diferents: quan estem asseguts a la calor d'un foc, no estem cremant al foc mateix. Aquesta unitat i diferència explica la unitat d'una veritat absoluta que inclou varietats il·limitades.  

### Les energies inferior i superior
Entre les energies de Krishna, va ensenyar Prabhupada, els ingredients d'aquest món pertanyen col·lectivament a l'energia inferior Krixnaxna  - inferior perquè, al ser matèria inert, no té consciència.  Però superiors a la matèria inert són els éssers vius conscients (jivas) que pertanyen a l'energia superior de Krixna. 

### La situació de l'ésser viu
Com que els éssers vius pertanyen a l'energia superior de Krixna, va ensenyar Prabhupada, comparteixen les qualitats divines de Krixna, incloent el coneixement, la felicitat i l'eternitat (sat, cit i ananda).  Però a causa del contacte amb l'energia inferior des de temps immemorials, la naturalesa divina dels éssers vius ha estat coberta, i sotmet els éssers vius d'aquest món a la ignorància, el patiment i el naixement i la mort repetits. En cada vida els éssers vius lluiten contra el naixement i la mort, les malalties i la vellesa. Mentre intenten controlar i gaudir dels recursos de la natura, els éssers vius pateixen cada cop més l'embolic en les complexitats de la natura.
Com a éssers espirituals, pertanyents a l'energia superior, els éssers vius són diferents dels seus cossos materials: el cos pot ser masculí o femení, jove o vell, blanc o negre, americà o indi, però l'ésser viu dins del cos és més enllà del que va anomenar aquestes designacions materials. Prabhupada va expressar aquesta comprensió amb una màxima que utilitzava sovint: «Jo no sóc aquest cos». 
Quan ens identifiquem falsament amb aquests cossos, va ensenyar, estem sota la influència de maia, o il·lusió. Només quan aquesta il·lusió s'esvaeix, l'ànima es pot alliberar de l'existència material.

### Bhakti
Prabhupada va ensenyar que els éssers vius es poden alliberar de la il·lusió i de tota la seva situació material, reconeixent que són parts diminuts però eternes de Krixna i que el seu compromís natural rau a servir Krixna, de la mateixa manera que una mà serveix el cos. Dins de cada ésser viu, va ensenyar Prabhupada, hi ha una relació amorosa eterna amb aquest Absolut, o Krixna, i quan aquesta relació amorosa es revifa, l'ésser viu reprèn la seva vida natural, eterna i alegre. Aquest servei etern de devoció a Krixna, prestat per algú alliberat de tota designació material, s'anomena bhakti.
Un pot començar a practicar bhakti, va ensenyar Prabhupada, fins i tot en les primeres etapes de la vida espiritual. D'aquesta manera, el bhakti és alhora l'objectiu final a assolir i el mitjà per aconseguir-ho. Com a pràctica espiritual, el  bhakti és un procés poderós i transformador que purifica l'ànima i li permet veure Déu directament.

### Impersonalisme
Prabhupada va fer una croada contra el que va anomenar impersonalisme, és a dir, la idea que finalment el Suprem no té forma, qualitats, activitats o atributs personals. D'aquesta manera es va oposar als ensenyaments de Xankara (788–820 dC), que sostenia que tot excepte Braman és il·lusori, incloent-hi l'ànima, el món i Déu. Abans de Prabhupada, el sistema de pensament de Xankara, conegut com Advaita Vedanta, havia proporcionat generalment el marc per a la comprensió occidental de l'hinduisme, i la processió constant dels swamis hindús que van arribar a Amèrica s'alineaven generalment amb les opinions monistes i la idea de Xankara de l'absorció definitiva del jo en una realitat impersonal o Braman.
Però destacats filòsofs Vaixnava dels segles XII i XIII com Madhwa i Ramanuja s'havien oposat a les opinions de Xankara amb una comprensió personalista del Vedanta. Aquells professors van presentar arguments filosòfics forts criticant l'il·lusionisme ('mayavada') de Xankara, la seva visió que la individualitat personal, de fet, tota individualitat, és il·lusòria.  Filòsofs de la línia Gaudiya com, al segle xvi, Jiva Goswami havien continuat argumentant formidablement contra l'impersonalisme, que consideraven com l' equívoc metafísic essencial. Així doncs, Prabhupada es va oposar fermament a les visions impersonalistes allà on les trobava i va afirmar l'eterna existència personal de l'Absolut i de tots els éssers vius. Allà on el budisme comparteix terreny amb els punts de vista de Xankara ensenyant que la personalitat es desintegra, i no deixa res més que un nirvana buit, el budisme també va intervenir per la forta crítica personalista de Prabhupada. 

### Organització social
Prabhupada va ensenyar que la societat s'hauria d'organitzar idealment de manera que les persones tinguin deures específics segons la seva ocupació (varna) i l'etapa de la vida (ashrama). Les quatre varnes són obra intel·lectual; treball administratiu i militar; agricultura i negocis; i treball ordinari i assistència. Els quatre ashramas són la vida d'estudiant, la vida matrimonial, la vida jubilada i la vida de renúncia. D'acord amb la Bhagavad-gita i en oposició al sistema de castes hindú modern, Prabhupada va ensenyar que el varna, o situació ocupacional, s'ha d'entendre en termes de les qualitats i el treball que realment fa, no pel naixement.
A més, les qualificacions devocionals sempre substitueixen les materials. Després de Chaitanya, que va desafiar el sistema de castes i va socavar les estructures de poder jeràrquic, Prabhupada va ensenyar que qualsevol podia practicar el bhakti-ioga i auto-realitzar-se mitjançant el cant dels sants noms de Déu, tal com es troba al Mantra Hare Krixna.
Prabhupada també va emfatitzar la importància de les comunitats agrícoles autosuficients com a llocs on es podria viure senzillament i cultivar la consciència de Krishna.

### Pràctiques espirituals

#### Kirtan

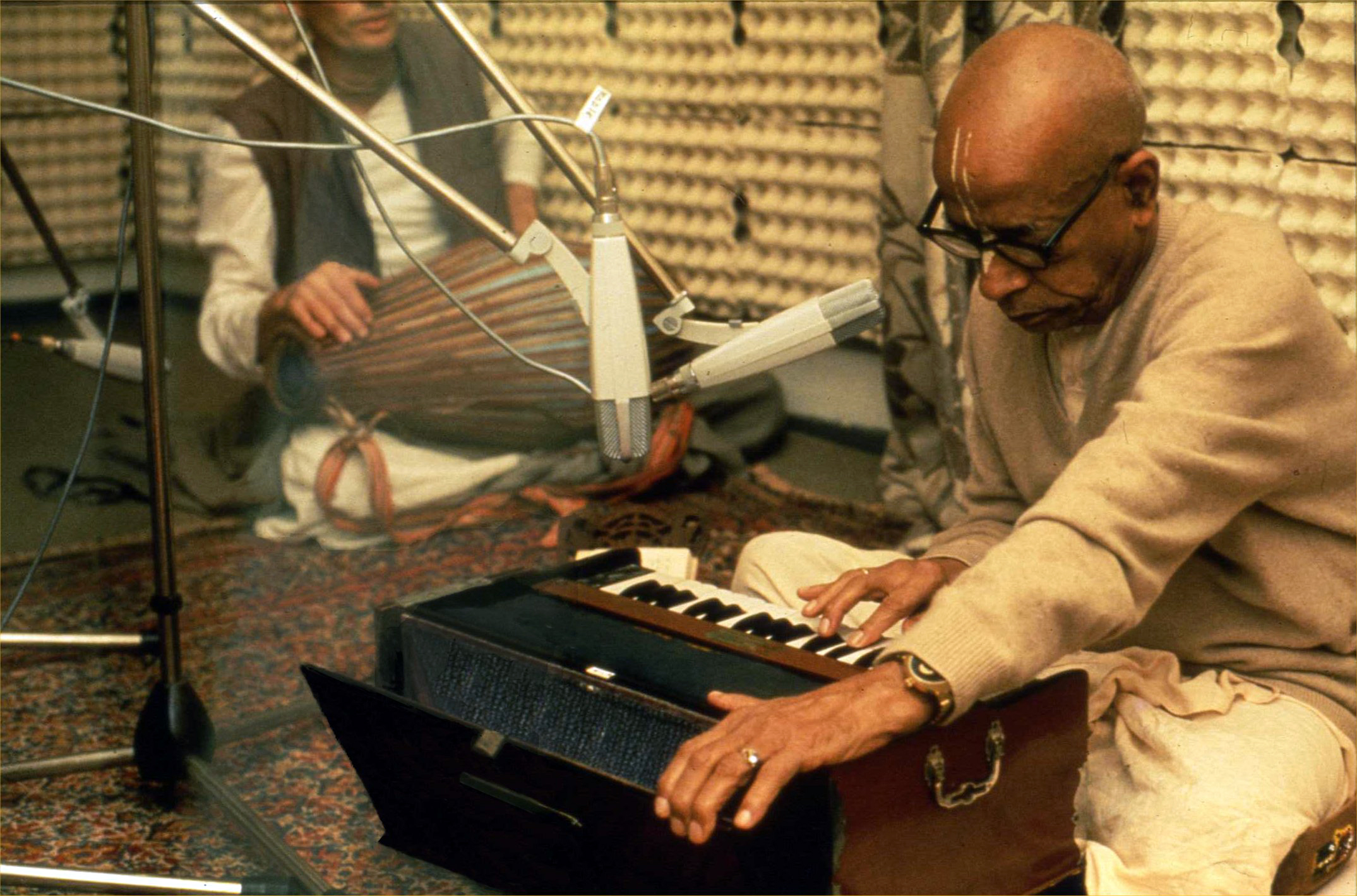
Pranbhupada toca l'harmònium durant una sessió de gravació a Alemanya. (1974)

La principal pràctica espiritual que Prabhupada va ensenyar va ser Krixna sankirtana (també anomenat simplement kirtan o kirtana), en què la gent canten musicalment els noms de Krixna, especialment en forma de maha-mantra:
| « | Hare Krixna, Hare Krixna, Krixna Krixna, Hare Hare Hare Rama, Hare Rama, Rama Rama, Hare Hare. | » |

Kirtan significa literalment descripció, per tant elogi, i sankirtana indica kirtan realitzat per persones juntes.
Amb l'autoritat dels textos tradicionals en sànscrit, Chaitanya Mahaprabhu havia ensenyat que Krixna kirtan és el mètode més eficaç per a la realització espiritual en l'època actual (Kali Yuga), més eficaç que la meditació silenciosa (dhyana), l'estudi especulatiu (jnana), el culte en temples (puja), o realitzant les diferents disciplines físiques o mentals del ioga. Krixna kirtan, havia ensenyat, pot ser fet per qualsevol, en qualsevol lloc, en qualsevol moment i sense regles dures i ràpides. Com que els noms de Krixna són sons transcendentals, idèntics al mateix Krixna, el cant és espiritualment edificant.
Quan Prabhupada va començar els seus esforços per difondre la consciència de Krixna als Estats Units, va mantenir kirtans en un loft de Bowery, als seus primers temples a l'aparador, al Tompkins Square Park de Nova York i al Golden Gate Park de San Francisco, i allà on anava. Després de Prabhupada, els seus deixebles aviat van començar a celebrar kirtans regularment als carrers, parcs, temples i altres llocs de les principals ciutats d’Amèrica del Nord i Europa i després a Amèrica Llatina, Austràlia, Àfrica i Àsia. A causa de Hare Krixna kirtan, el propi moviment de Prabhupada es va denominar simplement Hare Krixna i els seus seguidors com Hare Krixnes.
Teològicament parlant, el terme sankirtana es pot estendre des del cant públic de Hare Krishna fins a la distribució de llibres parlats per o sobre Krishna. El kirtan, en el sentit del cant públic, s'acompanya tradicionalment de kartals (platells de mà) i mridangas (tambors), i el mestre espiritual i gran mestre espiritual de Prabhupada havia dit que la distribució de la literatura de Krishna era el gran mridanga perquè aquesta distribució encara propaga més lluny la consciència de Krixna.    Per tant, Prabhupada va donar una gran importància a aquesta distribució.

#### Associació amb devots
La tradició de Prabhupada afirma constantment que l'associació amb els sants inspira la santedat, l'associació amb els devots inspira la devoció. L'associació de devots genuïns pot exercir un efecte poderós sobre la pròpia consciència. Així, quan Prabhupada va incorporar ISKCON, el seu document fundacional va incloure com un dels propòsits de la Societat Apropar els membres de la Societat entre si i més a prop de Krixna.

#### Vots d'iniciació
Prabhupada exigia als seus seguidors, com a requisit previ per a la iniciació espiritual, que es comprometessin a seguir quatre principis reguladors: no sexe il·lícit (és a dir, no sexe fora del matrimoni), no menjar carn, peix o ous, sense embriagues. (incloses drogues, alcohol, cigarrets i fins i tot cafè i te) i sense jocs d'atzar.  Els nous iniciats també es van comprometre a cantar diàriament setze rondes meditatives del mantra Hare Krixna (és a dir, completar setze circuits de cantar el mantra en un fil de 108 comptes).
Durant almenys l'últim mil·lenni, el Srimad-Bhagavatam ha estat, amb diferència, l'obra més important de la tradició Krixna i l'escriptura per excel·lència de les escoles Krixnaites. De vegades es descriu com el fruit madur de l'arbre vèdic.  En conseqüència, Prabhupada va instituir classes diàries sobre el Bhagavatam a tots els seus centres, i va parlar sobre el Bhagavatam diàriament, allà on anava.

#### Culte a la divinitat
D'acord amb els ensenyaments Vainava, Prabhupada va introduir el culte Krixna en forma de murti: figures foses en metall o tallades en pedra o fusta per coincidir amb les descripcions de Krixna donades als textos Vaixnava. L'estudiós de la religió Kenneth Valpey escriu:
| « | Prabhupāda va explicar que, tot i que és omnipresent, Kṛixṇa es fa perceptible i, per tant, adorable a través d'elements materials que són, després de tot, les seves pròpies 'energies'. Basant-se en aquest raonament, s'ha d'entendre que la imatge de Kṛixa és 'Kṛixṇa personalment', que apareix d'una manera molt adequada per a la nostra visió,' és a dir, perceptible per persones corrents amb poders de visió normals. | » |

Prabhupada va ensenyar que perquè Krixna està personalment present com a deïtat (el terme Prabhupada utilitzat per a aquesta forma), adorar la deïtat ajuda a desenvolupar intercanvis amorosos amb Krixna. Prabhupada va instal·lar divinitats als temples ISKCON d'arreu del món.
El menjar preparat i ofert a la deïtat de Krixna amb devoció es santifica com a krishna-prasadam ('misericòrdia de Krixna'). Prabhupada va ensenyar que menjar només prasadam purifica la pròpia existència i ajuda a desenvolupar-se en bhakti. Des del començament de la seva missió, Prabhupada va distribuir prasadam als visitants   i aviat el va convertir en el principal vehicle de divulgació del moviment.  Un prasadam setmanal per al públic sempre ha estat un programa a tots els centres ISKCON.  Prabhupada va escriure: El moviment Hare Krixna es basa en el principi: cantar el mantra Hare Krixna a cada moment, tant dins com fora dels temples, i, en la mesura del possible, distribuir prasadam.
Els predecessors de Prabhupada, com Rupa Goswami, havien ensenyat el valor de viure a Vrindavan (de vegades escrit Vrindaban), la ciutat sagrada entre Agra i Nova Delhi que es considera que és el lloc dels passatemps rurals de Krixna a la terra i, per tant, propici per a la constant record de Krixna. En conseqüència, Prabhupada va portar els seus deixebles en pelegrinatge a Vrindavan i allí va establir el temple Krixna-Balaram. No obstant això, amb una visió més àmplia, va escriure a un deixeble: «Allà on estigueu, si esteu completament absorbits en el vostre treball transcendental en la consciència de Krixna, aquest lloc és eternament Vrindaban. És la consciència la que crea Vrindaban».

## Monuments

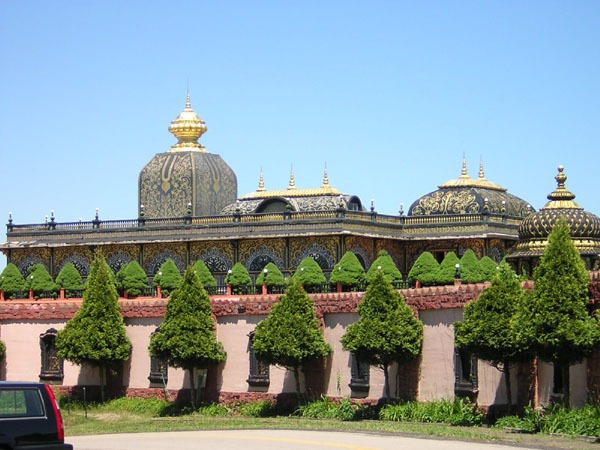
Palau d'or d' ISKCON Prabhupada a Virgínia de l'Oest, EUA

Els membres d'ISKCON van construir una sèrie de samadhis o santuaris commemoratius a Bhaktivedanta Swami en memòria seva, el més gran a Mayapur i Vrindavan a l'Índia, així com temples als Estats Units. El Palau d'Or de Prabhupada va ser dissenyat i construït per devots de la comunitat de New Vrindavan i dedicat el 2 de setembre de 1979. L'any 1972, es pretenia que fos simplement una residència per a Bhaktivedanta Swami, però amb el pas del temps els plans van evolucionar fins a convertir-se en un palau ornamentat de marbre i or, que ara és visitat per pelegrins hindús cada any i és una peça central de la comunitat.